# Дизеліст (Токмак)
Спортивний клуб «Дизеліст» — український футбольний клуб з міста Токмака Запорізької області.

## Всі сезони в незалежній Україні
| Сезон   | Чемпіонат      | Чемпіонат | Чемпіонат | Чемпіонат | Чемпіонат | Чемпіонат | Чемпіонат | Чемпіонат | Кубок        | Кубок | Кубок | Кубок | Кубок | Кубок | Кубок | Примітка |
| Сезон   | Ліга           | Місце     | І         | В         | Н         | П         | М         | О         | Етап         | І     | В     | Н     | П     | М     | О     | Примітка |
| ------- | -------------- | --------- | --------- | --------- | --------- | --------- | --------- | --------- | ------------ | ----- | ----- | ----- | ----- | ----- | ----- | -------- |
| 1992/93 | Аматори Зона 5 | 13 з 14   | 26        | 6         | 3         | 17        | 26−48     | 15        | —            | —     | —     | —     | —     | —     | —     |          |
| 1995/96 | —              | —         | —         | —         | —         | —         | —         | —         | 1/128 фіналу | 1     | 0     | 0     | 1     | 0−1   | 0     |          |
| Всього  | Аматори        | 1 сезон   | 26        | 6         | 3         | 17        | 26−48     | 15        | >1 сезон     | 1     | 0     | 0     | 1     | 0−1   | 0     |          |

## Досягнення
- Срібний призер Запорізької області (1): 1992
- Бронзовий призер Запорізької області (1): 1990
- Фіналіст Кубка Запорізької області (1): 1979

## Видатні гравці
Вихованцями клубу є такі гравці:
- Сергій Артеменко — колишній гравець «Чорноморця», «Іллічівця» та «Таврії» у вищій лізі[2]
- Андрій Оберемко — гравець «Кривбаса», у вищій лізі також виступав за «Іллічівець», ФК «Харків» та «Динамо»[3]